# Mercedes-Benz OM 50x
Die Motoren Mercedes-Benz OM 501 LA und OM 502 LA sind Dieselmotoren in V-Form von Mercedes-Benz, später zeitweilig Daimler-Chrysler AG. Sie wurden 1996 als Nachfolger der Baureihe OM 44x vorgestellt und fanden überwiegend im Mercedes-Benz Actros Verwendung. In Nutzfahrzeugen von Mercedes-Benz wurde die Baureihe OM 50x ab 2011 durch die neuen Reihensechszylindermotoren der Baureihe OM 47x abgelöst.

## Technische Ausführung
Die Motoren der Baureihe OM 50x greifen auf einen gemeinsamen Baukasten für zentrale Komponenten wie z. B. Kolben und Pleuel zurück. Die unterschiedlichen Motorleistungen werden fast ausschließlich durch Unterschiede der jeweiligen Software im Motorsteuergerät erreicht. Mechanisch unterscheiden sich Sechs- und Achtzylinder u. a. in der Anzahl der Turbolader. Während der V6 nur einen Turbolader für den kompletten Motor besitzt, werden am V8 jeweils ein Lader für jede der beiden Zylinderreihen eingesetzt. Mechanisch sind die Motoren der Baureihe OM 500 auf eine Laufleistung von einer Million Kilometern ausgelegt. Zu Beginn erfüllten die Motoren die Abgasnorm Euro-2, später dann Euro-3, Euro-4 und zuletzt Euro-5.
Die Kraftstoffversorgung der Einspritzpumpen erfolgt über eine Flügelzellenpumpe, die zusammen mit der Lenkhelfspumpe eine Tandempumpe bildet und über die Welle des Luftpressers vom Motor angetrieben wird. Erstmals bei Mercedes-Benz wurde hier die Direkteinspritzung nach dem Pumpe-Leitung-Düse-Prinzip eingesetzt statt der bei den Vorgängern üblichen Reiheneinspritzpumpen. Für jeden Zylinder sitzt dabei eine eigene Einzelstempelpumpe oder Steckpumpe über einem eigenen Nocken der Motornockenwelle. Der Einspritzdruck wird mechanisch durch Betätigen der Einspritzpumpe(n) über die Nockenwelle aufgebaut, die (bei diesen Motoren notwendige) elektonische Motorregelung steuert das an der Einspritzpumpe montierte elektromagnetische Ventil an. Passend für den jeweiligen Betriebszustand des Motors können dadurch Einspritzzeitpunkt und -dauer frei bestimmt werden. Der Schließzeitpunkt des Magnetventils bestimmt den Einspritzbeginn, die Schließdauer die Einspritzmenge. Die Einspritzdüse öffnet bei etwa 300 bar, der maximale Einspritzdruck liegt bei bis zu 1800 bar.
Für die Euro-4- und Euro-5-Motoren wurde das Verdichtungsverhältnis von 17,75:1 auf 18,5:1 sowie der Zünddruck von 170 auf 180 bar erhöht und einige weitere notwendige Anpassungen durchgeführt, wodurch sich gleichzeitig auch der Wirkungsgrad erhöhte. Dadurch konnten bei einigen Motoren Leistung und Drehmoment erhöht sowie eine zusätzliche Leistungsklasse eingeführt werden. Des Weiteren setzte Mercedes-Benz bei den Euro-4- und Euro-5-Motoren eine Abgasnachbehandlung mittels selektiver katalytischer Reduktion („SCR“) ein.
| Bauzeit    | Baumuster | Zylinder | Hubraum [cm3] | Bohrung × Hub [mm] | Abgasnorm      | Leistung [kW (PS) @ min−1] | Drehmoment [Nm @ min−1] |
| ---------- | --------- | -------- | ------------- | ------------------ | -------------- | -------------------------- | ----------------------- |
| 1996-      | OM 501 LA | V6       | 11.946        | ø130 × 150         | Euro 2, Euro 3 | 230 (313) @ 1800           | 1530 @ 1080             |
| 1996-      | OM 501 LA | V6       | 11.946        | ø130 × 150         | Euro 2, Euro 3 | 260 (354) @ 1800           | 1730 @ 1080             |
| 1996-      | OM 501 LA | V6       | 11.946        | ø130 × 150         | Euro 2, Euro 3 | 290 (394) @ 1800           | 1850 @ 1080             |
| 1996-      | OM 501 LA | V6       | 11.946        | ø130 × 150         | Euro 2, Euro 3 | 315 (428) @ 1800           | 2000 @ 1080             |
| 2002-      | OM 501 LA | V6       | 11.946        | ø130 × 150         | Euro 3         | 235 (320) @ 1800           | 1650 @ 1080             |
| 2002-      | OM 501 LA | V6       | 11.946        | ø130 × 150         | Euro 3         | 265 (360) @ 1800           | 1850 @ 1080             |
| 2002-      | OM 501 LA | V6       | 11.946        | ø130 × 150         | Euro 3         | 300 (408) @ 1800           | 2000 @ 1080             |
| 2002-      | OM 501 LA | V6       | 11.946        | ø130 × 150         | Euro 3         | 320 (435) @ 1800           | 2100 @ 1080             |
| 2002-      | OM 501 LA | V6       | 11.946        | ø130 × 150         | Euro 3         | 335 (456) @ 1800           | 2200 @ 1080             |
| 2004~2006- | OM 501 LA | V6       | 11.946        | ø130 × 150         | Euro 4, Euro 5 | 235 (320) @ 1800           | 1650 @ 1080             |
| 2004~2006- | OM 501 LA | V6       | 11.946        | ø130 × 150         | Euro 4, Euro 5 | 265 (360) @ 1800           | 1850 @ 1080             |
| 2004~2006- | OM 501 LA | V6       | 11.946        | ø130 × 150         | Euro 4, Euro 5 | 300 (408) @ 1800           | 2000 @ 1080             |
| 2004~2006- | OM 501 LA | V6       | 11.946        | ø130 × 150         | Euro 4, Euro 5 | 320 (435) @ 1800           | 2100 @ 1080             |
| 2004~2006- | OM 501 LA | V6       | 11.946        | ø130 × 150         | Euro 4, Euro 5 | 335 (456) @ 1800           | 2200 @ 1080             |
| 2004~2006- | OM 501 LA | V6       | 11.946        | ø130 × 150         | Euro 4, Euro 5 | 350 (476) @ 1800           | 2300 @ 1080             |
| 1996-      | OM 502 LA | V8       | 15.928        | ø130 × 150         | Euro 2, Euro 3 | 350 (476) @ 1800           | 2300 @ 1080             |
| 1996-      | OM 502 LA | V8       | 15.928        | ø130 × 150         | Euro 2, Euro 3 | 390 (530) @ 1800           | 2400 @ 1080             |
| 1996-      | OM 502 LA | V8       | 15.928        | ø130 × 150         | Euro 2, Euro 3 | 420 (571) @ 1800           | 2700 @ 1080             |
| 2003-      | OM 502 LA | V8       | 15.928        | ø130 × 150         | Euro 3         | 370 (503) @ 1800           | 2400 @ 1080             |
| 2003-      | OM 502 LA | V8       | 15.928        | ø130 × 150         | Euro 3         | 395 (537) @ 1800           | 2500 @ 1080             |
| 2003-      | OM 502 LA | V8       | 15.928        | ø130 × 150         | Euro 3         | 425 (578) @ 1800           | 2700 @ 1080             |
| 2003-      | OM 502 LA | V8       | 15.928        | ø130 × 150         | Euro 3         | 450 (612) @ 1800           | 2800 @ 1080             |
| 2004~2006- | OM 502 LA | V8       | 15.928        | ø130 × 150         | Euro 4, Euro 5 | 375 (510) @ 1800           | 2400 @ 1080             |
| 2004~2006- | OM 502 LA | V8       | 15.928        | ø130 × 150         | Euro 4, Euro 5 | 405 (551) @ 1800           | 2600 @ 1080             |
| 2004~2006- | OM 502 LA | V8       | 15.928        | ø130 × 150         | Euro 4, Euro 5 | 440 (598) @ 1800           | 2800 @ 1080             |
| 2004~2006- | OM 502 LA | V8       | 15.928        | ø130 × 150         | Euro 4, Euro 5 | 480 (653) @ 1800           | 3000 @ 1080             |

## Industriemotoren
Solange Mercedes-Benz die OM50x in ihren Nutzfahrzeugen einsetzte, wurden die Motoren für zivile Zwecke außerhalb der eigenen Fahrzeuge auch unter diesem Label von MTU vertrieben.

### MTU 2000
MTU, damals Tochter von DaimlerChrysler, beteiligte sich in einer Kooperation mit Detroit Diesel (DDC) an der Entwicklung der OM50x von Mercedes-Benz. DDC benötigte dringend Ersatz für deren 2-Taktmotoren, die die aufkommenden strengeren Abgasgrenzwerten nicht würden einhalten können, und MTU suchte würdige Nachfolger für die leistungsschwächeren Ausführungen seiner Serie 331 und Serie 396 , da die zeitgleich entwickelten Nachfolger wesentlich leistungsstärker zu werden versprachen. Entsprechend dieser leistungsstärkeren Motoren der Serie 4000 erhielten die gemeinschaftlich entwickelten Motoren die Bezeichnung Serie 2000.
Als wesentliche Unterschiede zu den OM50x sind die V6-Motoren nicht Teil der Serie 2000, dafür kamen bereits ab Produktionsbeginn Motorversionen mit zwölf und sechzehn Zylindern hinzu. Später folgten ein V10-Motor sowie schließlich ein V18, der V18 wird aber nur in ausgewählten Marktsegmenten angeboten. Während Mercedes-Benz in den 2010er die OM50x durch die OM47x ersetzte, werden die Motoren bei MTU weiter gefertigt und 2025 bewirbt MTU aktuelle Motoren der Serie 2000 als sechste Generation. Gegenüber der ursprünglichen Serie 2000 wurden die Motoren zwischenzeitlich umgestellt auf Common-Rail-Einspritzung bei leicht vergrößertem Hubraum (ø135 x 156 mm, 2,23 l/Zyl. statt ursprünglich ø130 x150 mm, 1,99 l/Zylinder) und einem Leistungsspektrum je nach Anwendungsfall bis 1939 kW  (2637 PS) 

### MTU 199
Wie schon bei den Vorgängern wurden auch die OM50x in militarisierter Form vertrieben, allerdings jetzt erstmals unter einer eigenen Bezeichnung MTU 199. Mutmaßlich waren die Motoren zunächst nur vorgesehen als leistungsschwächere Ergänzung zu der damals ganz neuen dritten Generation von Panzermotoren der Serie 88x, also für leichte und mittelschwere Fahrzeuge (z. B. Radpanzer). In Folge des beendeten Kalten Krieges, des damaligen Glaubens an eine friedliche Welt, begrenzter Budgets und der restriktiven Exportpolitik Deutschlands haben diese größeren Motoren aber auch nach drei Jahrzehnten weder ihre Vorgänger ablösen noch eine nennenswerte Verbreitung in Neufahrzeugen finden können und andererseits konnte MTU 2024 die erste Nachkriegsgeneration von Panzermotoren der Serie 83x des Leopard 1 bereits seit Jahren nicht mehr fertigen.
Durch Russlands Krieg in der Ukraine mussten aber jetzt alle alten Panzerbestände reaktiviert werden. So hatte MTU eine leistungsstärkere Version des Achtzylindermotors 8V199 mit 800 kW entwickelt und für 2026 einen neuen Zehnzylindermotor 10V199 angekündigt, der 1.100 kW erreichen und im nächsten Schritt auf über 1.200 kW leistungsgesteigert werden soll. Der Zehnzylindermotor soll mutmaßlich zumindest auch die zweite Motorengeneration Serie 87x für u. a. den Leopard 2 ersetzen, Machbarkeitsstudien für entsprechende Umbauten wurden bereits durchgeführt.
Leistungsmäßig könnten diese Motoren aber auch die dritte Panzermotorengeneration Serie 880 (mit Ausnahme der Motoren für das in der Entwicklung eingestellte AAAV) ersetzen. MTU würde damit zwei oder drei in Kleinstserie hergestellte Motorenbaureihen durch einen gemeinsamen und in der Großserienfertigung erprobten Nachfolger ablösen, der zudem viele Gleichteile mit der in laufender Produktion befindlichen zivilen Serie 2000 hat.
Über die Verwendung der Serie 199 in zivilen Sektoren ist mit einer Ausnahme bislang nichts bekannt: Belegt ist ein 6R199 als Marinemotor aus Brasilien, der offensichtlich auf dem artverwandten Reihenmotor OM 457 fußt.
Bekannte Ausführungen der Serie 199 sind:
| Bauzeit | Baumuster | Typ. Leistung          | Drehmoment     | Verwendung/Bemerkungen                                                         |
| ------- | --------- | ---------------------- | -------------- | ------------------------------------------------------------------------------ |
| ~1996-  | 6V199     | 0.260 kW @ 1700 - 2200 | 1730 Nm @ 1400 | M113AS4 (AUS)                                                                  |
| ?       | 6V199     | 0.335 kW @ 1550 - 1900 | 2200 Nm @ 1200 | Fuchs 2                                                                        |
| ?       | 6V199     | 0.430 kW @ 2300        | 2200 Nm @ 1500 | Piranha V                                                                      |
| ~1996-  | 8V199     | 0.530 kW @ 2300        | 2700 Nm @ 1500 | GTK Boxer, WPB Anders, ASCOD, BWP Borsuk                                       |
| ?       | 8V199     | 0.600 kW @ 2300        | 3000 Nm @ 1500 | General Dynamics Ajax, FRES, M10 Booker                                        |
| 2023-   | 8V199     | 0.800 kW @ 2300        |                | Leopard 1 (u. a.)                                                              |
| ~2026-  | 10V199    | 1.100 kW               |                | Leopard 2 (u. a.), Hybrid, Leistung soll später gesteigert werden auf 1.200 kW |